# Anabas cobojius
Anabas cobojius är en fiskart som först beskrevs av Hamilton 1822.  Anabas cobojius ingår i släktet Anabas och familjen Anabantidae. IUCN kategoriserar arten globalt som otillräckligt studerad. Inga underarter finns listade i Catalogue of Life.